# 8 Геркулеса
8 Геркулеса (лат. 8 Herculis), HD 145122 — одиночная звезда в созвездии Геркулеса на расстоянии приблизительно 398 световых лет (около 122 парсек) от Солнца. Видимая звёздная величина звезды — +6,125m. Возраст звезды определён как около 409 млн лет.

## Характеристики
8 Геркулеса — белая звезда спектрального класса A1V, или A0Vnn, или A0. Масса — около 2,32 солнечных, радиус — около 2,35 солнечных, светимость — около 38,371 солнечных. Эффективная температура — около 9367 K.

## Планетная система
В 2019 году учёными, анализирующими данные проектов HIPPARCOS и Gaia, у звезды обнаружена планета.